# Gorschetschnoje
Gorschetschnoje (russisch Горше́чное) ist eine Siedlung städtischen Typs in der Oblast Kursk in Russland mit 6137 Einwohnern (Stand 14. Oktober 2010).

## Geographie
Der Ort liegt etwa 130 km Luftlinie ostsüdöstlich des Oblastverwaltungszentrums Kursk unweit der Grenze zu den Oblasten Belgorod und Woronesch.
Gorschetschnoje ist Verwaltungszentrum des Rajons Gorschetschenski sowie Sitz der Stadtgemeinde (gorodskoje posselenije) Possjolok Gorschetschnoje, zu der außerdem das sieben Kilometer südöstlich gelegene Dorf Bogorodizkoje gehört.

## Geschichte
Der Ort wurde 1781 erstmals urkundlich erwähnt. 1928 wurde Gorschetschnoje Verwaltungssitz des neu geschaffenen, nach ihm benannten Rajons.
Im Zweiten Weltkrieg wurde die Siedlung Anfang Juli 1942 von der deutschen Wehrmacht besetzt (siehe Fall Blau). Während des Vorrückens der Roten Armee aus Richtung Woronesch nach Westen im Januar war der strategisch bedeutsam an einer Bahnstrecke auf einem Höhenzug gelegene Ort schwer umkämpft. Mit seiner Einnahme durch die Rote Armee am 25. Januar wurden größere deutsche Truppenteile im Gebiet östlich der Linie Gorschetschnoje–Kastornoje eingekesselt. Während ihres Ausbruchs aus dem Kessel nach Westen konnten die deutschen Truppen die Siedlung nochmals vom 29. Januar bis 5. Februar 1943 einnehmen.
1967 erhielt Gorschetschnoje den Status einer Siedlung städtischen Typs.

### Bevölkerungsentwicklung
| Jahr | Einwohner |
| ---- | --------- |
| 1939 | 3615      |
| 1959 | 3662      |
| 1970 | 6025      |
| 1979 | 6754      |
| 1989 | 6863      |
| 2002 | 6915      |
| 2010 | 6137      |
| 2021 | 5106      |

Anmerkung: Volkszählungsdaten

## Verkehr
Gorschetschnoje besitzt einen Bahnhof bei Kilometer 579 der auf diesem Abschnitt 1897 eröffneten und seit 1998 elektrifizierten Eisenbahnstrecke Moskau – Jelez – Waluiki.
Nördlich des Ortes führt die föderale Fernstraße R298 Kursk – Woronesch – Borissoglebsk vorbei, Teil der Europastraße 38. Dort zweigt die Regionalstraße 38K-008 ab, die Gorschetschnoje westlich umgeht und in südlicher Richtung zur Grenze der Oblast Belgorod führt; dort als 14K-2 weiter über Stary Oskol und Gubkin nach Korotscha.